# Самотлор (озеро)
Самотло́р (Самот-Лор, Самот-Эмтор) — озеро в России на востоке Ханты-Мансийского автономного округа — Югры. Получило широкую известность после 1965 года, когда под ним было открыто Самотлорское нефтяное месторождение — самое крупное в России.
В непосредственной близи от озера расположились города Нижневартовск и Мегион, а также посёлок городского типа Излучинск.

## Этимология
«Самотлор» в переводе с хантыйского языка означает «сердце озёр» или «берёзы на сору». Популярными, но ошибочными версиями, являются якобы переводы этого названия с хантыйского как «мёртвое озеро» или «худая вода».
Название также переводится с хантыйского как «озеро-ловушка», что связывают с топкостью его берегов.

## Характеристика
Самотлор — самое крупное из озёр Самотлорской группы, оно занимает площадь 61,1 км². Его максимальная длина составляет 11,2 км, ширина — 8,2 км. Объём воды Самотлора — 120 млн кубометров. Берега изрезанные, в заливах низкие, сплавинные, в остальной части — торфянистые, сильно заболоченные.
Местами к озеру подходит сосновый лес с зарослями багульника, на возвышенностях растёт кедр.
Из озера вытекает небольшая речка, впадающая затем в озеро Белым бассейна реки Ватинский Ёган.
В озере водятся пресноводные рыбы: щука, окунь, ёрш, которые не подлежат промыслу из-за разработки нефтяного месторождения.